# Carl Frode Tiller
Carl Frode Tiller, född 4 januari 1970 i Namsos, är en norsk författare, historiker och musiker. 
Tiller debuterade 2001 med romanen Skråninga (utgiven på svenska år 2004 under namnet Slänt), som belönades med flera priser, bland annat Tarjei Vesaas debutantpris. Den nominerades också till Bragepriset. 2007 tilldelades Tiller Bragepriset för Innsirkling och samma år blev romanen nominerad till Nordiska rådets litteraturpris. 
Tiller är en av de två medlemmarna i bandet Kong Ler.